# Stenophrixothrix minor
Stenophrixothrix minor är en skalbaggsart som beskrevs av Wittmer 1976. Stenophrixothrix minor ingår i släktet Stenophrixothrix och familjen Phengodidae. Inga underarter finns listade i Catalogue of Life.